# 维克-勒费斯克
维克-勒费斯克（法語：Vic-le-Fesq，法語發音：[vik lə fɛsk]）是法国加尔省的一个市镇，位于该省中部偏西，属于勒维冈区。

## 地理
维克-勒费斯克（43°52'10"N, 4°4'57"E）面积9.63 平方千米，位于法国奧克西塔尼大區加尔省，该省份为法国南部沿海省份，南端濒地中海，北起顺时针与阿尔代什省、沃克吕兹省、罗讷河口省、埃罗省、阿韦龙省和洛泽尔省接壤。
与维克-勒费斯克接壤的市镇（或旧市镇、城区）包括：戛纳和克莱朗、孔巴、克雷斯皮扬、丰塔内斯、莱克、奥尔图-塞里尼亚克-基扬。

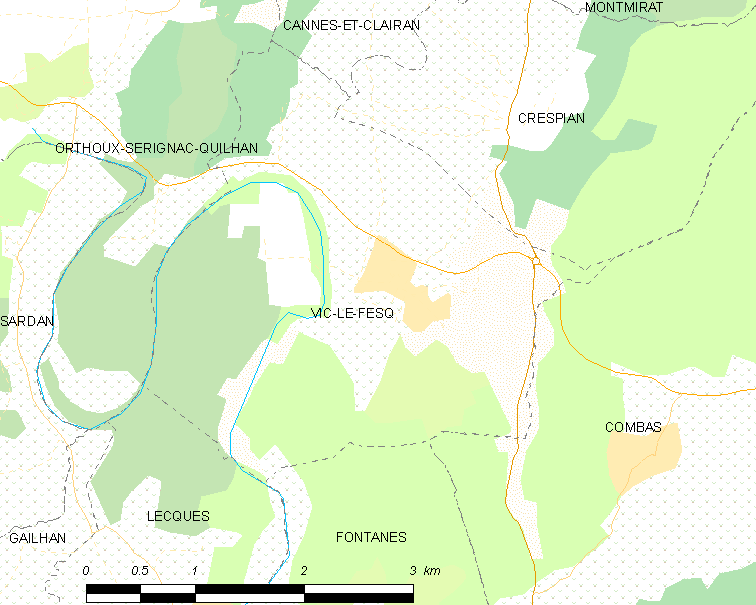
维克-勒费斯克的OSM定位图

维克-勒费斯克的时区为UTC+01:00、UTC+02:00（夏令时）。

## 行政
维克-勒费斯克的邮政编码为30260，INSEE市镇编码为30349。

## 政治
维克-勒费斯克所属的省级选区为基萨克县。

## 人口

1962-2008年间维克-勒费斯克人口变化图示

维克-勒费斯克于2022年1月1日时的人口数量为582人。